# Vitral

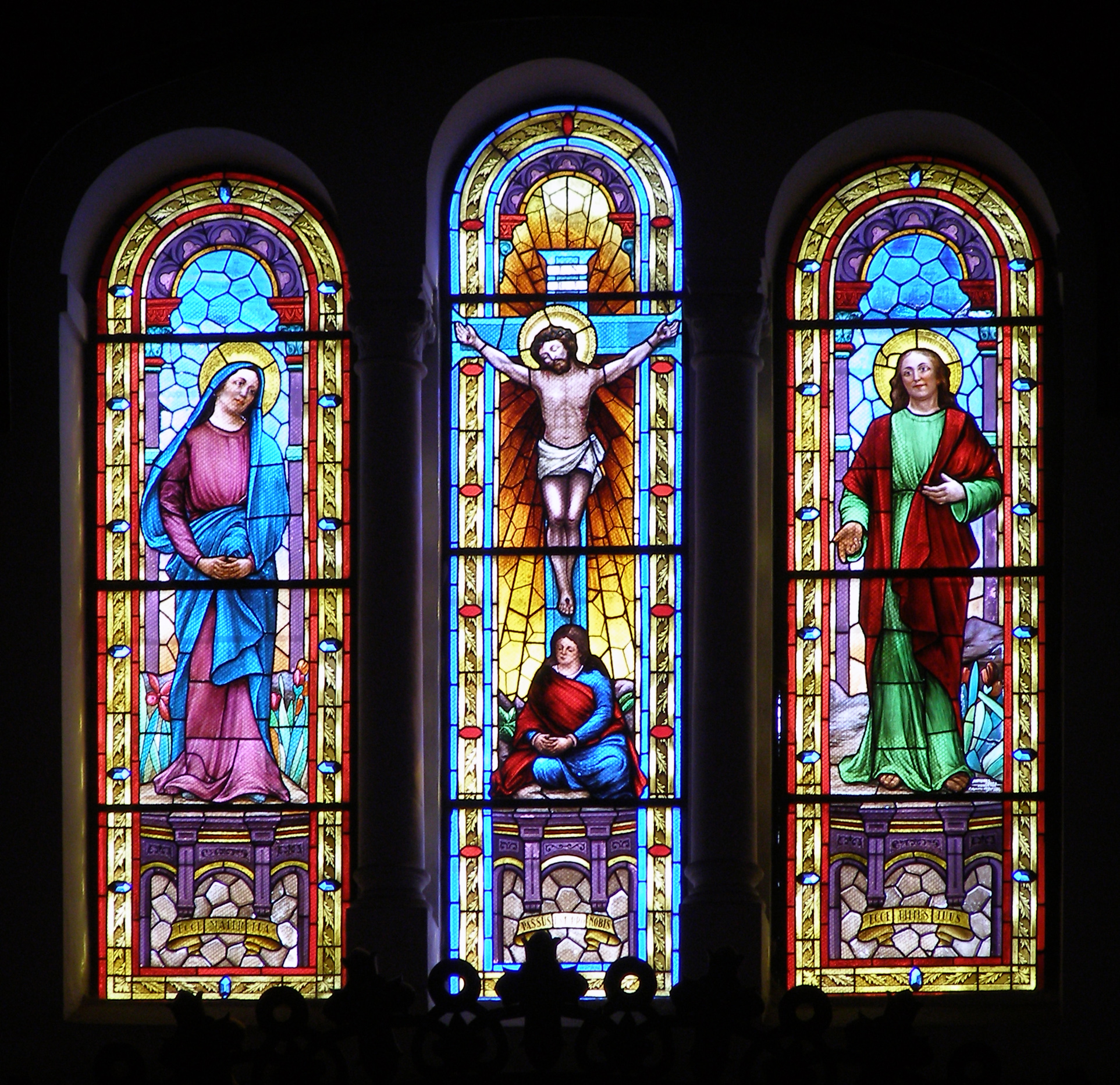
Vitral na Igreja Matriz de Espinho, em Portugal.

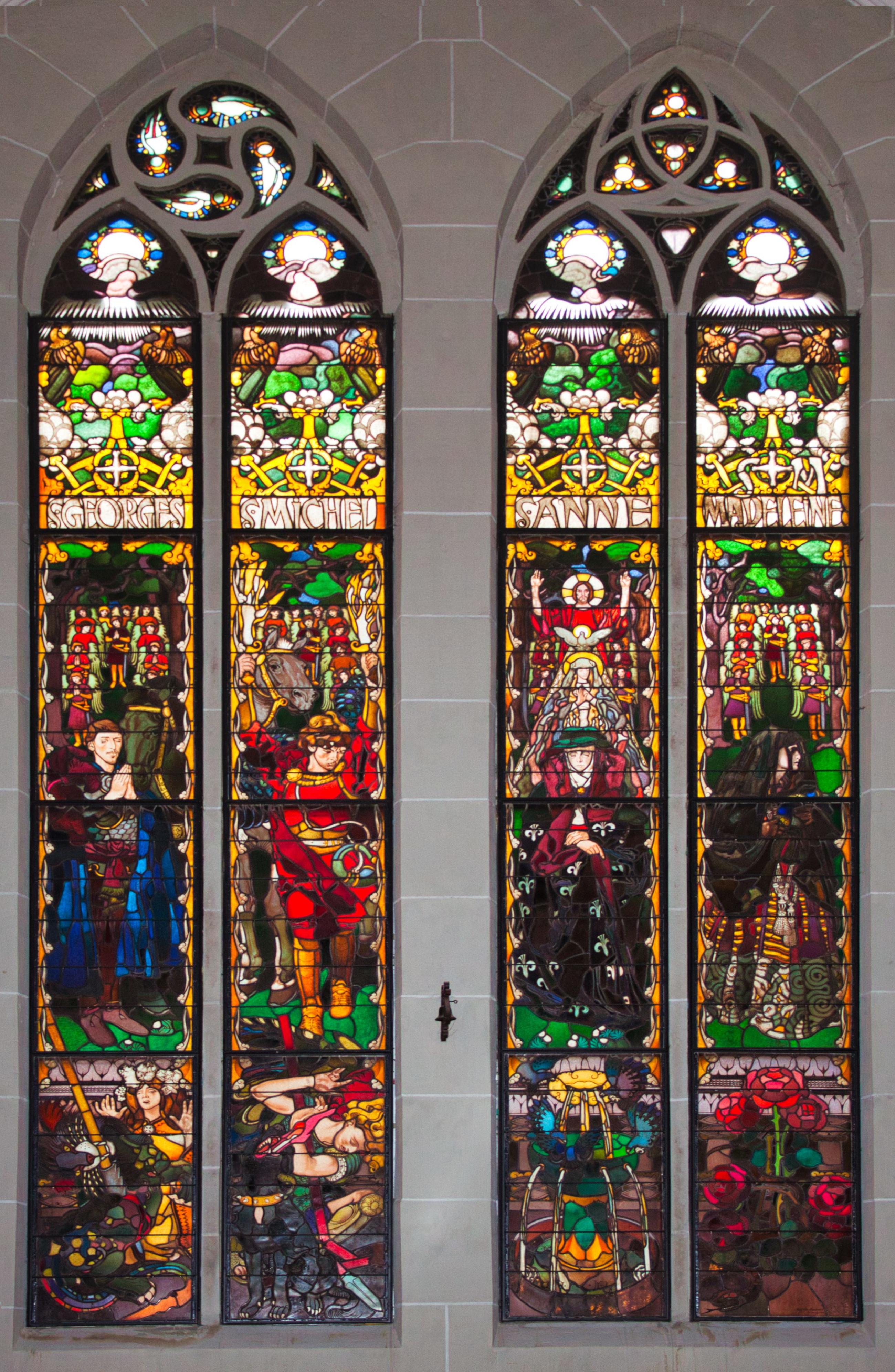
Vitrais mostrando São Jorge, o Arcângelo Miguel, Santa Ana e Maria Madalena, obra de Józef Mehoffer no Catedral de Friburgo, Suíça

O vitral (do francês vitrail) são vidros coloridos como material ou obras criadas a partir dele. Ao longo de sua história milenar, o termo foi aplicado quase exclusivamente às janelas de igrejas e outros edifícios religiosos significativos. Embora tradicionalmente feitas em painéis planos e usadas como janelas, as criações de vitrais modernos também incluem estruturas tridimensionais e esculturas. O uso vernáculo moderno muitas vezes estendeu o termo "vitrais" para incluir objetos de arte criados a partir de vidro exemplificado nas famosas lâmpadas de Louis Comfort Tiffany.
Como um material vitral é o vidro que foi colorido pela adição de sais metálicos durante a sua fabricação, e geralmente depois decorá-lo de várias maneiras. O termo vitrais também é aplicado a janelas em vidro esmaltado em que as cores foram pintadas no vidro e depois fundidas ao vidro em um forno; Muitas vezes esta técnica é aplicada apenas a partes de uma janela.
O vitral requer a habilidade artística para conceber um design adequado e viável, e as habilidades de engenharia para montar a peça. Uma janela deve caber confortavelmente no espaço para o qual é feita, deve resistir ao vento e à chuva, e também, especialmente nas janelas maiores, deve suportar seu próprio peso. Muitas grandes janelas resistiram ao teste do tempo e permaneceram substancialmente intactas desde o final da Idade Média. Na Europa Ocidental, juntamente com manuscritos iluminados, eles constituem a principal forma de arte pictórica medieval que sobreviveu. Nesse contexto, o objetivo de um vitral não é permitir que aqueles que estão dentro de um edifício vejam o mundo do lado de fora ou mesmo principalmente admitir a luz, mas sim controlá-la. Por esta razão, os vitrais têm sido descritos como "decorações de parede iluminadas".
O desenho de uma janela pode ser abstrato ou figurativo; pode incorporar narrativas extraídas da Bíblia, história ou literatura; podem representar santos ou padroeiros, ou usar motivos simbólicos, em particular armoriais. As janelas dentro de um edifício podem ser temáticas, por exemplo: dentro de uma igreja – episódios da vida de Cristo; dentro de um edifício do parlamento – escudos dos círculos eleitorais; dentro de um salão universitário – figuras representando as artes e ciências; ou dentro de uma casa – flora, fauna ou paisagem.

## História do Vitral
O vitral originou-se no Oriente por volta dos séculos X e XI.
Tendo florescido na Europa durante a Idade Média, os vitrais foram amplamente utilizados na ornamentação de igrejas e catedrais, uma vez que o efeito da luz do sol que, por eles, penetrava, conferia uma maior imponência e espiritualidade ao ambiente, efeito reforçado pelas imagens retratadas, em sua maioria cenas religiosas.
Adicionalmente, serviam como recurso didático para a instrução do catolicismo a uma população majoritariamente iletrada.

## Técnicas do Vitral
As técnicas utilizadas para a produção de vitrais são:
- tradicional- empregada até aos nossos dias, emprega peças de chumbo em formato de "U" ou de "H" como suporte para os diversos vidros que constituem o painel. A cor nas peças de vidro era originalmente obtida pela adição de substâncias como o bismuto, o cádmio, o cobalto, o ouro, o cobre e outros, à massa de vidro em fusão. De peso elevado, os vitrais assim construídos apresentavam problemas de estrutura, estanqueidade, fragilidade, deformação, corrosão eletrolítica, manutenção difícil, além de elevado custo.
- Tiffany - criada por Louis Comfort Tiffany no início do século XX, também é referida como vidro e fita de cobre. As peças de vidro, envolvidas pela fita de cobre, são estanhadas e soldadas entre si. A coloração é obtida como na técnica tradicional. Embora pouco usada em grandes superfícies, permite a montagem de pequenas peças em três dimensões, como por exemplo caixas, candeeiros e outras.[6]
- Fusing - consiste em fundir vários vidros num só.[7]
- Overlay - técnica contemporânea, que emprega um vidro-base (por exemplo, de tipo martelado, duplo, laminado, temperado ou outros), que recebe uma camada ("layer") que contém as pistas em relevo e as áreas coloridas. Essa camada pode ser criada diretamente no vidro por reação química de resinas epóxi e materiais compósitos mas há empresas, como a britânica Decra-Led, que fornecem tiras de chumbo e películas de cor auto-colantes que, embora com pouca durabilidade, permitem uma montagem vertical em janelas já existentes.
- Termoformado - consiste em dar volume a um vidro plano, utilizando um molde que dá forma ao vidro após este ser fundido a alta temperatura. Em conjunto com a técnica de "fusing", permite criar vitrais tridimensionais, como por exemplo em candeeiros, cinzeiros, pratos e outros.
- Técnica de Grisalha e Esmaltes - Usada em conjunto com a técnica "tradicional". A grisalha é uma "tinta" artesanal usada para pintar pormenores (caras, mãos, sombras) pequenos demais para serem recortados em chumbo. Adere ao vidro depois de um processo de cozedura, resultando geralmente em tons amarelo/castanho. Na sua fórmula entram componentes como o nitrato de prata, goma e componentes mais ou menos secretos ou exóticos, como o vinho ou mesmo a urina. Os esmaltes são produtos transparentes compostos por partículas de vidro e óxidos misturados e levados a uma temperatura de fusão, o que confere cores de grande vivacidade ao vidro.
- Gemmail - uma justaposição de fragmentos de vidros coloridos, por vezes superpostos, que são colados uns aos outros, formando composições translúcidas.
- Técnica de gravação - também denominada de foscagem, é baseada em moldes em metal, cera ou película, e permite gravar os vidros com ácido ou jato de areia. Por ser acromático, não é considerado verdadeiramente um "vitral".
- Pintura - produz um falso vitral. O vidro substitui a tela como suporte e são empregadas tintas translúcidas. De baixo custo e execução relativamente simples, apresenta baixa longevidade.